# قاي روسو
قاي روسو هو لاعب هوكي الجليد كندي، ولد في 21 ديسمبر 1934 في مونتريال في كندا، وتوفي في 23 نوفمبر 2016.

## وصلات خارجية
- قاي روسو على موقع دوري الهوكي الوطني (الإنجليزية)
- قاي روسو على موقع EliteProspects.com (الإنجليزية)
- قاي روسو على موقع HockeyDB.com (الإنجليزية)
- قاي روسو على موقع Hockey-Reference.com (الإنجليزية)